# Xaçınabad
Xaçınabad är en ort i Azerbajdzjan.   Den ligger i distriktet Bejläqan, i den centrala delen av landet, 210 km väster om huvudstaden Baku. Xaçınabad ligger 97 meter över havet och antalet invånare är 195.
Terrängen runt Xaçınabad är platt. Närmaste större samhälle är Beylagan, 11,1 km öster om Xaçınabad.
Trakten runt Xaçınabad består till största delen av jordbruksmark. Runt Xaçınabad är det ganska tätbefolkat, med 70 invånare per kvadratkilometer.